# Ruth Nina
Ruth Yolanda Nina Juchani (La Paz, 14 de diciembre de 1972) es una abogada, dirigente sindical del transporte, comerciante y política boliviana. Fue candidata a la vicepresidencia de Bolivia por el Partido de Acción Nacional Boliviano (PAN-BOL) para las elecciones generales de Bolivia de 2020.

## Vida política

### Elecciones nacionales de 2014
En octubre de 2014, fue candidata al cargo de segunda senadora por Cochabamba, representando al Partido Demócrata Cristiano (PDC), liderado en ese entonces por el expresidente Jorge Quiroga Ramirez. Nina candidateó al cargo de senadora pero no tuvo éxito.

### Subalcaldesa de Quillacollo (2015)

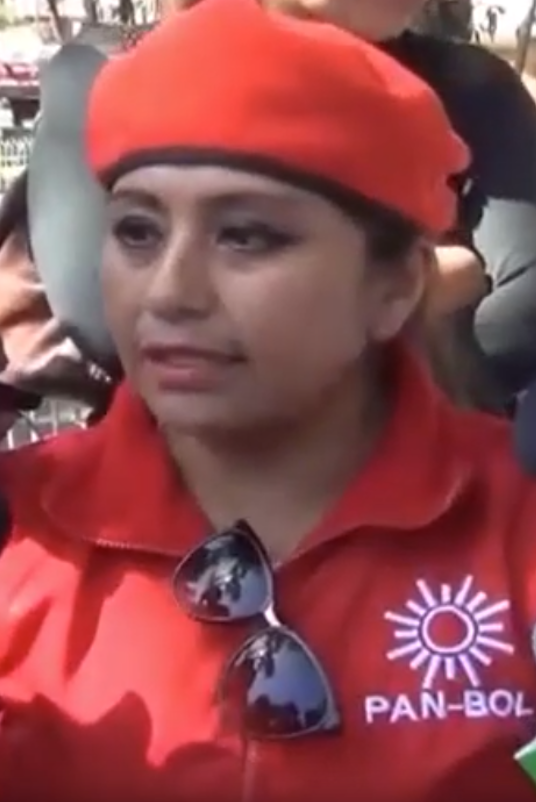
Ruth Nina en noviembre de 2019 a sus 46 años de edad en una entrevista en la ciudad de La Paz con los principales medios de comunicación del país

En 2015, fue por un breve  periodo de 3 meses, subalcaldesa del Municipio Quillacollo. Pero los pobladores del lugar obligaron al alcalde del municipio a que la destituya  por motivos aún desconocidos.

### Elecciones nacionales de 2019
En noviembre de 2018,  Nina se presentó como candidata a la Presidencia de Bolivia por el partido de PAN-BOL junto a Leopoldo Chui como candidato a Vicepresidencia .

#### Accidente Automovilístico
El 8 de agosto de 2019, Ruth Nina sufrió un grave accidente de tránsito en la doble vía que une La Paz con Oruro. Estuvo internada por 18 días en el Hospital Gran Poder de la ciudad de El Alto. Recibió el alta médica el 26 de agosto de 2019, pero el accidente le dejó grave secuelas en la rodilla, el brazo y parte de la cabeza. Ruth Nina culpó de su accidente a su candidato vicepresidencial quien le había amenazado días antes, aunque sin pruebas contundentes.
Un día después del inicio de las protestas en Bolivia por el fraude cometido por el gobierno de Evo Morales en las elecciones generales, Ruth Nina participó en dichas protestas junto a la ANSSCLAPOL en puertas de la UTOP exigiendo la renuncia del entonces mandatario.

### Elecciones nacionales de 2020
Un año después de elecciones presidenciales de 2019, las cuales fueron anuladas por decisión de la Asamblea Legislativa Plurinacional, se volvieron a convocar a unas nuevas elección para el 3 de mayo de 2020; para las cuales Nina volvió a presentar su candidatura con el partido PAN - BOL pero esta vez para la vicepresidencia y a la presidencia iría Feliciano Mamani.

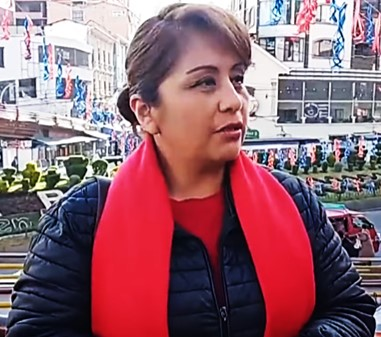
Ruth Nina en la ciudad de La Paz en mayo de 2025 a sus 52 años de edad.

### Elecciones nacionales de 2025
Para las elecciones de 2025, PAN - BOL anunció nuevamente a Ruth Nina como candidata a la presidencia.